# Tom Arden
Tom Arden (* 1961 in Mount Gambier, Australien; † 15. Dezember 2015 in London, England; bürgerlich David Christopher Rain) war ein australischer Fantasy-Schriftsteller.

## Leben
Seine erste Novelle Moon Escape verfasste der erst siebenjährige Arden angeregt durch Robert Louis Stevensons Roman Die Schatzinsel. Er spielte als Jugendlicher in Pop- und Punk-Bands und arbeitete als Diskjockey bei einer Radiostation. Anschließend studierte er an der Universität von Adelaide englische Literatur. In seiner Doktorarbeit behandelte er den Briefroman Clarissa des englischen Schriftstellers Samuel Richardson. An der Queens University in Belfast hielt er von 1990 bis 1998 Englisch-Vorlesungen mit dem Schwerpunkt Literatur des 18. und 19. Jahrhunderts. Sein Hang zu Literatur und Geschichte des 18. und 19. Jahrhunderts inspirierte ihn auch zur Welt seiner Romane. 
Seit 1998 war er freier Schriftsteller. Seinen größten Erfolg konnte Tom Arden mit seinem zehnbändigen Fantasy-Zyklus Der Kreis des Orokon (1997–2001) verbuchen. 2002 erschien sein Roman Shadow Black.
Seit 2003 lehrte Arden Kreatives Schreiben an der Middlesex University, London. Am 15. Dezember 2015 starb er an Krebs.

## Bibliografie
The Orokon / Der Kreis des Orokon
Deutsche Übersetzungen sämtlich von Wolfgang Thon.
- 1 The Harlequin’s Dance (1997)
  - Deutsch: 1 Der Tanz des Harlekin. Goldmann Fantasy #24745, München 1998, ISBN 3-442-24745-4.
  - Deutsch: 2 Der rote Schlüssel. Goldmann Fantasy #24746, München 1999, ISBN 3-442-24746-2.
- 2 The King and Queen of Swords (1998)
  - Deutsch: 3 Das Geheimnis im Spiegel. Goldmann Fantasy #24747, München 1999, ISBN 3-442-24747-0.
  - Deutsch: 4 Der goldene Baum. Goldmann Fantasy #24832, München 1999, ISBN 3-442-24832-9.
- 3 Sultan of the Moon and Stars (1999)
  - Deutsch: 5 Das Lied des Verschwindens. Goldmann Fantasy #24833, München 2000, ISBN 3-442-24833-7.
  - Deutsch: 6 Die Nebelprinzessin. Goldmann Fantasy #24834, München 2001, ISBN 3-442-24834-5.
- 4 Sisterhood of the Blue Storm (2000)
  - Deutsch: 7 Das ferne Inselreich. Goldmann (Blanvalet Fantasy #24169), München 2001, ISBN 3-442-24169-3.
  - Deutsch: 8 Das blaue Juwel. Goldmann (Blanvalet Fantasy #24173), München 2002, ISBN 3-442-24173-1.
- 5 Empress of the Endless Dream (2001)
  - Deutsch: 9 Das Geheimnis des roten Mondes. Goldmann (Blanvalet Fantasy #24225), München 2002, ISBN 3-442-24225-8.
  - Deutsch: 10 Der fünfte Kristall. Goldmann (Blanvalet Fantasy #24226), München 2003, ISBN 3-442-24226-6.

Romane
- Shadow Black (2002)
- Nightdreamers (Doctor Who-Telos-Romanserie #3, 2002)
- The Translation of Bastian Test (2005)
- The Heat of the Sun, 2012 (als David Rain)
- Volcano Street (2014, als David Rain)

Kurzgeschichten
- The Indigenes (in: Interzone, #136 October 1998)
- The Volvax Immersion (in: Interzone, #143 May 1999)
- Believing Stories (in Maggie Butt (Hrsg.): Story: The Heart of the Matter, 2007, als David Rain)
- Stormworld (in Maggie Butt (Hrsg.): Story: The Heart of the Matter, 2007, als David Rain)
- Git a Hoss! (in: Slightly Foxed #41, 2014, als David Rain)

Sachliteratur
- Genre (in: Steve Earnshaw (Hrsg.): The Handbook of Creative Writing, 2007, als David Rain)